# دان غولدن
دان غولدن (بالإنجليزية: Dan Golden)‏ هو ملحن أمريكي، ولد في القرن العشرين.

## وصلات خارجية
- دان غولدن على موقع IMDb (الإنجليزية)